# Diprion pini
La mosca sierra del pino (Diprion pini) es una especie de himenóptero presente en Europa, África y Asia. Es un insecto defoliador que puede causar plagas forestales.

## Descripción
La hembra adulta presenta un ligero dimorfismo sexual, con un tamaño de 8 a 10 mm de longitud y envergadura de 18 a 20 mm. Antenas aserradas, alas membranosas de color amarillento, con las nerviaciones muy marcadas. Cuerpo con el abdomen tan ancho como largo. Cabeza negra y tórax amarillo con manchas negras en el dorso; abdomen también amarillo, con una gran mancha negra.
El macho, algo menor, tiene un tamaño de 7 a 8 mm y envergadura de 16 a 18 mm. Antenas densamente bipectinadas. Las alas tienen las nerviaciones menos marcadas que en la hembra. Abdomen vez y media más largo que ancho. Cabeza, tórax y abdomen negros, excepto el extremo del último segmento, que es, al igual que las patas, amarillo-rojizo.

### Puesta
Sus huevos son de forma oval y coloración blanca. Son depositados aisladamente en cavidades practicadas por la hembra en las acículas; la puesta se compone de entre 50 y 130 huevos, soportando cada acícula entre 14 y 16. Los huevos quedan cubiertos por secreciones de la hembra y sustancias procedentes de la propia acícula.

### Larva
Alcanza los 22 mm, después de pasar por 5 estadios el macho y 6 la hembra. Tiene patas en el tórax y 8 pares de falsas patas abdominales, por encima de las cuales se observan manchas negras. Coloración general amarillo-parduzca y cabeza castaño-rojiza.

### Pupa
Encerrada en un capullo sedoso duro de color castaño y de forma cilíndrica ovoidea.

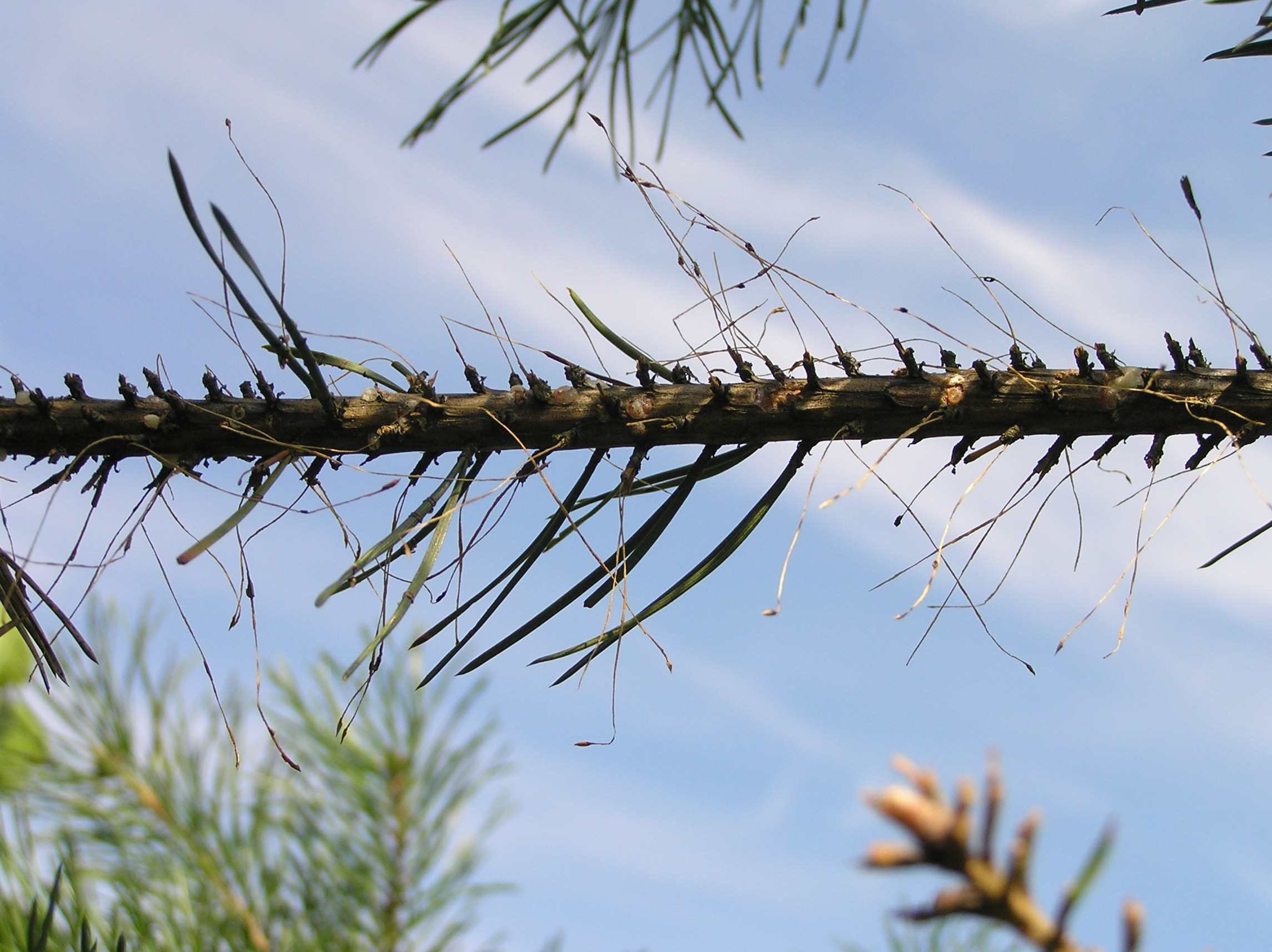
Defoliación producida por Diprioni pini.
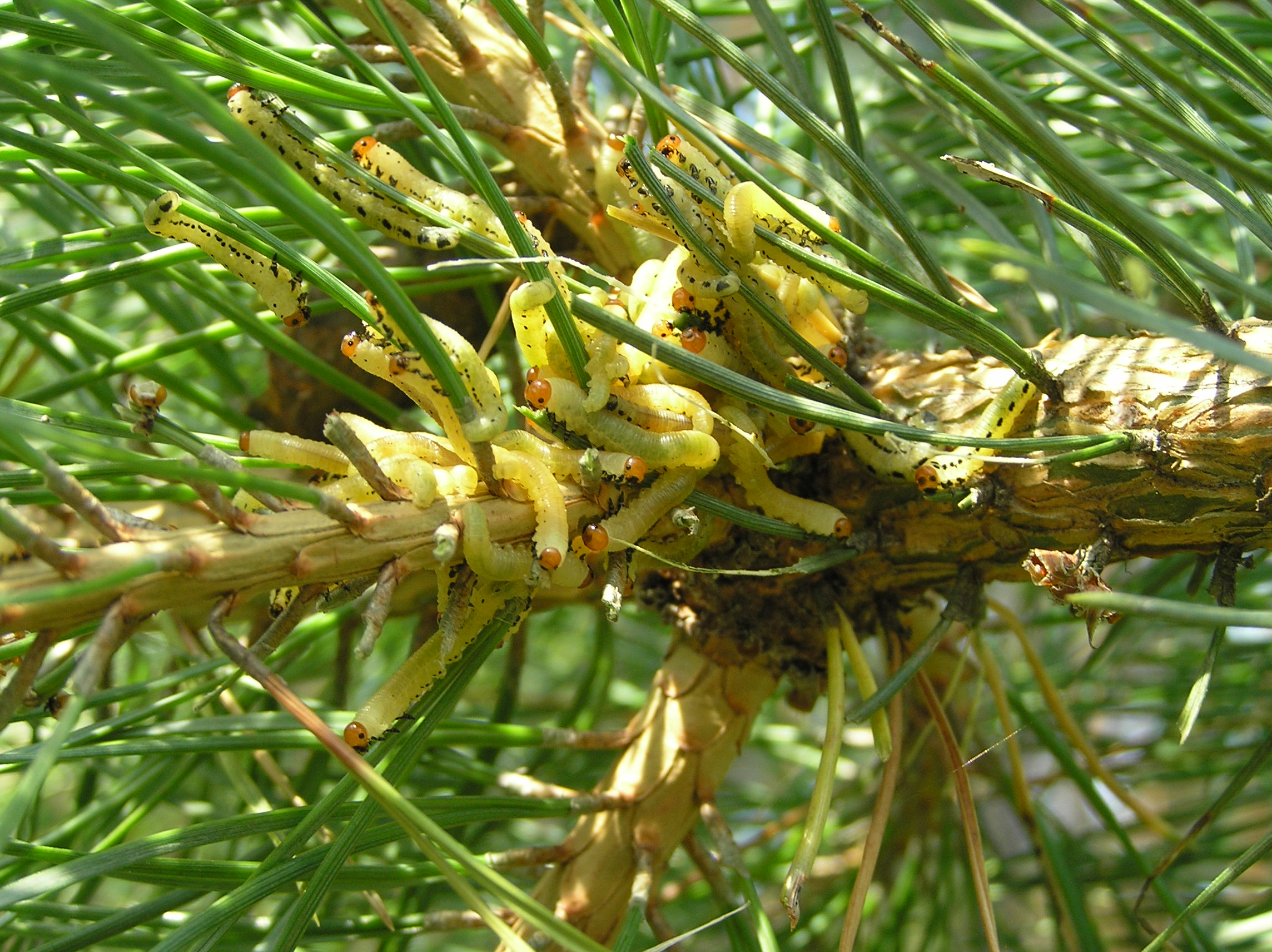
Larvas alimentándose de acículas.
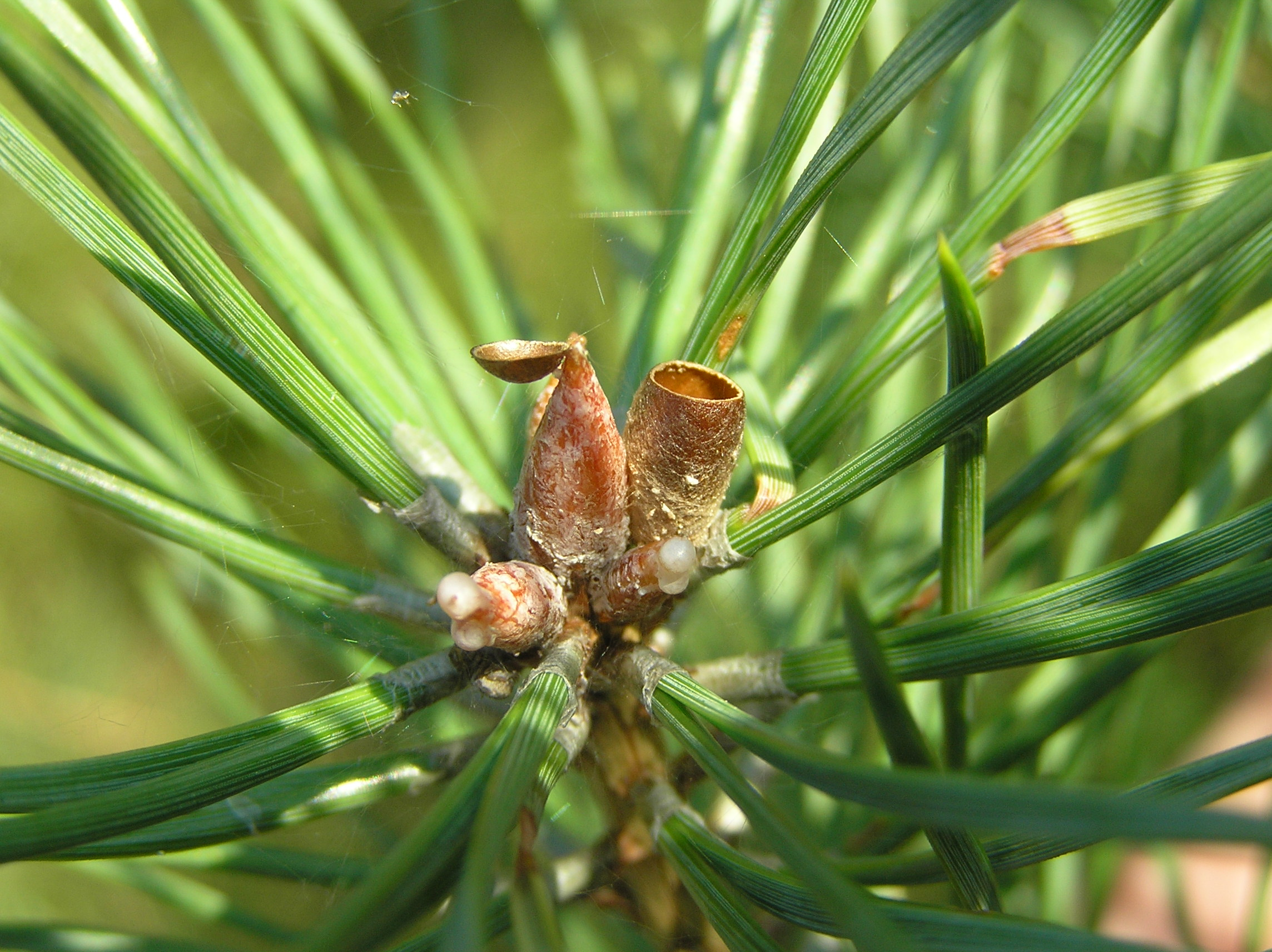
Detalle de pupa.
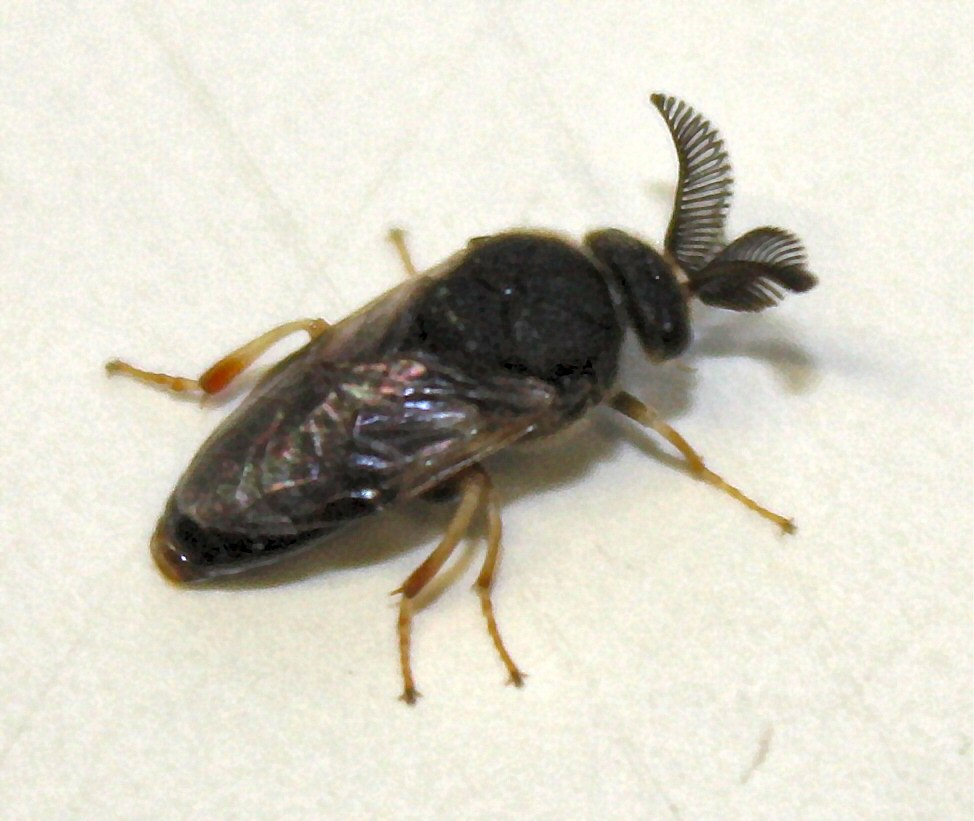
Macho, imago
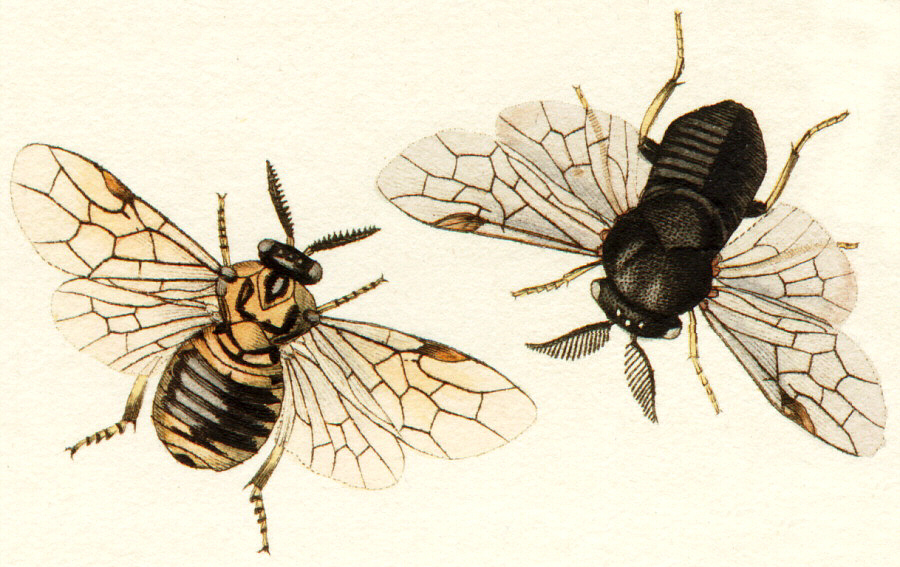
Dibujo de Diprioni pini, hembra y macho.

La larva de Diprion pini se alimenta de hojas de árboles como Pinus. En la península ibérica tiene preferencia por Pinus sylvestris.

## Distribución
Se encuentra en toda Europa, África del Norte y en Asia.

## Ciclo biológico
| Mes     | Enero | Febrero | Marzo | Abril      | Mayo  | Junio | Julio | Agosto | Sept. | Oct.  | Nov.  | Dic.  |
| ------- | ----- | ------- | ----- | ---------- | ----- | ----- | ----- | ------ | ----- | ----- | ----- | ----- |
| ESTADIO | D     | D       | D     | A/H        | L     | P     | A/H   | L      | P     | D     | D     | D     |
| LUGAR   | Suelo | Suelo   | Suelo | Aire/Hojas | Hojas | Hojas | Hojas | Hojas  | Suelo | Suelo | Suelo | Suelo |

Clave:
- A: Adultos.
- H: Huevos.
- L: Larvas.
- P: Pupas.
- D: Diapausa.

El ciclo biológico en esta especie difícilmente se puede esquematizar, dada su variabilidad. Como todos los himenópteros tiene un ciclo holometábolo, pasando por las fases de huevo, larva, pupa y adulto.
Los adultos emergen avanzada la primavera y viven solamente unos pocos días. Las hembras depositan la puesta en acículas de pino; de siete a treinta días después, dependiendo de la temperatura, nacen las larvas; estas comienzan alimentándose de las mismas hojas en que se realizó la puesta y pasan en estado larvario entre cuarenta y cinco y sesenta días, los machos tienen 5 estadios y las hembras 6 estadios larvarios; seguidamente tejen un capullo en donde se transforman en pupa. La pupa entra en un período de diapausa que puede durar de seis a doce días tras los cuales emerge por fin el adulto. Parte de la población permanece en diapausa durante un año o más.
Especie univoltina o bivoltina, pues a menudo se dan dos generaciones de Diprion pini en el mismo año, una en primavera y otra en otoño, y también es frecuente que se den emergencias simultáneas de adultos de distintas generaciones.

## Entomología aplicada

### Daños
Puede ocasionar plagas sobre especies forestales donde causa intensas defoliaciones.
La fase responsable del daño es la fase larvaria.

### Control
Métodos de control: 
- Enemigos naturales:
  - Se le conocen más de cien parásitos. Los más efectivos son los icneumónidos Exenterus oriolus, Exenterus amictorius y Mesochorus thoracicus, el calcídido Dahibomimus fuscipennis y el díptero taquínido Sturmina incospicua.
- Aves insectívoras.